# رابطة المرأة اليابانية الجديدة
تعتبر رابطة المرأة اليابانية الجديدة (أو ما يُعرف ب NJWL) منظمة نسائية غير حزبية في اليابان تأسست على يد فيوسيي ايشكاوا لتحسين الأوضاع القانونية للمرأة في اليابان ولنيل الحق الانتخابي وللنهوض بالسياسات الخاصة بالمرأة، ومنها الأمور المعيشية والتعليم والأعمال، وأيضا لتثقيف المرأة اليابانية بشأن الديمقراطية والمواطنة وذلك في الثالث من نوفمبر لعام 1945 بعد الحرب العالمية الثانية.
وقد تأثرت الرابطة بالمنظمات الداعية إلى حق الانتخاب في الفترة ما قبل الحرب العالمية الثانية غير أنها لم تذكر أي من المساواة بين الجنسين أو وضع المرأة في العمل ضمن مبادئها التأسيسية. وقد عملت الرابطة مع مؤسستها ايشكاوا«على مواجهة المحظورات الاجتماعية المحافظة.» وقامت الرابطة بالضغط على الحكومة فيما يخص القوانين والسياسات التي لا تحقق المساواة في المعاملة بين الرجل والمرأة. وفي عام 1950 تم إعادة تسمية رابطة المرأة اليابانية الجديدة لتكون رابطة حقوق المرأة في اليابان. وبعد ذلك أرست رابطة حقوق المرأة في اليابان مبادئها الرئيسية وهي «المساواة والرفاهية والتطهير السياسي والسلام العالمي الدائم»، وقامت بمساندة الحركات التي تربط بين النساء والنظام الغذائي.

## تاريخ تأسيس رابطة المرأة اليابانية
وفي عام 1889، بات محظورا تماما على المرأة اليابانية التصويت أو الانضمام الي جمعيات وذلك بعدما تموضع دستور الامبراطورية اليابانية بموجب لوائح الجمعية وقانون شرطة السلام. وفي عام 1905، قامت النساء الاشتراكيات بإنشاء حركة مناهضة لإصلاح القانون ورفع الحظر، سُميت بعد ذلك برابطة المرأة الجديدة. وفي عام 1919، نجحت منظمة النساء الاشتراكية في إجراء تعديل جزئى لقانون شرطة السلام. وفي عام 1945، قامت إحدى نساء الرابطة وتُدعى فيوسيي ايشكاوا بتأسيس منظمة جديدة لتَبنى حركة المطالبة بحق المرأة في التصويت وقد أُطلق عليها رابطة المرأة اليابانية الجديدة. وقد توقفت الحركة بشكل مؤقت في أبريل عام 1947 نتيجة اعتقال فيوسيي بأمر من القيادة العامة لقوات التحالف، غير أنه تم إطلاق سراحها من الاعتقال وعادت بعدها الي لنشاطها في رابطة نساء اليابان الجديدة في أكتوبر عام 1950. وأعادت تسميتها رابطة حقوق المرأة في اليابان في نوفمبر عام 1950 وساعدت في تعزيز الحركات النسوية.

## الحركات
وفيما يلي الحركات الاساسية لرابطة حقوق المرأة في اليابان:
حركة إلغاء الانظمة القانونية المعادية للمرأة.
حركة التثقيف السياسي لتعزيز ممارسة المرأة لحقها في التصويت بفاعلية أكثر.
وضع سياسات متعلقة بشئون المرأة المعيشية وتعليمها وعملها.

## الانجازات
اختارت رابطة المرأة الجديدة في اليابان العاصمة طوكيو مقرا لها، كما افتتحت 35 فرعا في أنحاء اليابان. وقد أسستفيوسيي ايشكاوارئيس رابطة المرأة اليابانية الجديدة حركة اجتذبت النساء في اليابان نحو السياسة وساهمت في رفع مستوى وعيهن حول الامور السياسة وذلك في نوفمبر 1945 حيث انضم للرابطة نحو 3 آلاف امرأة. وقد قامت نساء الرابطة مع مؤسستها فيوسيي ايشكاوا بالاشتراك مع رئيس الوزراء ال 43هيجاشيكونىوالسياسي ايشيرو هاتوياما بوضع خطة لمساعدة المرأة في ممارسة حقها في التصويت. وتبنى رئيس الوزراء ال 44 شيدهارا حق المرأة في التصويت بموجب قرار وزاري، كما أصدر وزير الداخلية زنجيرو هوريكيرى مشروع قانون حق المرأة في الانتخاب ضمن قانون انتخابات مجلس النواب المقدمة الي البرلمان. وتمت الموافقة على مشروع القانون وأصبح للمرأة فوق العشرين عاما، ولأول مرة، الحق في التصويت بموجب قانون الانتخابات المُعَدل. وحينما استَرجعت رئيسة رابطة نساء اليابان الجديدة الاحداث، في حوار أجرته، قالت: «لولا الاحتلال أو هزيمة اليابان، ما كان للوعي بالحقوق الدستورية للمرأة اليابانية أن يتحقق بتلك السرعة».